# ديفيد ميزا
ديفيد ميزا (بالإسبانية: David Meza)‏ (15 أغسطس 1988 بأسونسيون في باراغواي - ) هو مدرب كرة قدم ولاعب كرة قدم باراغواياني في مركز الوسط. لعب مع إثنيكوس وباس جيانينا وسيرو بورتينيو ونادي أتروميتوس ونادي إنتر باكو ونادي تشيزينا ونادي قبله واتحاد بافيا لكرة القدم وMessiniakos ‏ وأثنيكس أشنة ‏ و نادي أحد السعودي.

## وصلات خارجية
- ديفيد ميزا على موقع قاعدة بيانات كرة القدم.إي يو (الإنجليزية)
- ديفيد ميزا على موقع Soccerway.com (الإنجليزية)
- ديفيد ميزا على موقع عالم كرة القدم.نت (الإنجليزية)